# KO Magazine
Das KO Magazine war eine populäre Boxzeitschrift in den USA. Sie wurde im Jahre 1980 von Stanley Weston, Hall of Famer und langjähriger Herausgeber zahlreicher Box- und Wrestling-Magazine, ins Leben gerufen.
Das KO Magazine, Spitzname The Knockout Boxen Magazine, galt als größte Konkurrenz zum renommierten, vom US-Amerikaner Nat Fleischer im Jahre 1922 ebenfalls in den USA mitgegründeten und ansässigen Ring Magazine, das seit seinem Bestehen mit Abstand als bedeutendstes Magazin des Boxsports gilt.

## Auszeichnungen
Das KO Magazine zeichnete unter anderem den Fighter of the Year, den Fight of the Year, die Round of the Year, die Upset of the Year und den Knockout of the Year aus.